# Král Jan (Shakespeare)

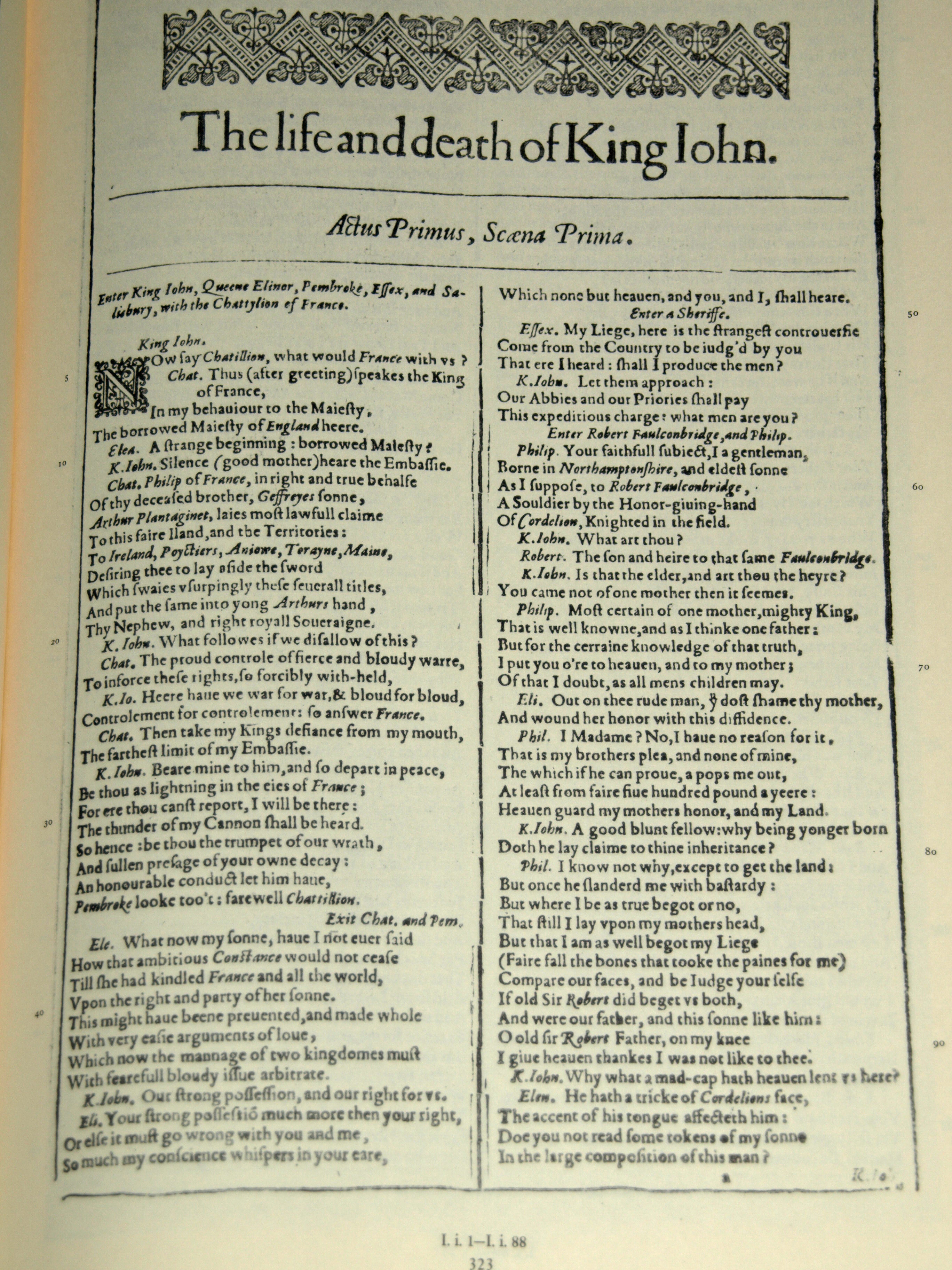
Faksimile první strany Krále Jana z roku 1623

Král Jan (anglický název: The Life and Death of King John) je divadelní hra, kterou napsal William Shakespeare roku 1597, jako kniha byla vydána poprvé roku 1623. Do českého vydání ji přeložil například Zdeněk Urbánek.

## Postavy
- Jan Bezzemek – anglický král
- královna Eleonora – jeho matka
- princ Jindřich – Janův syn
- Blanka Kastilská – Janova neteř
- Konstancie Bretaňská – vdova po Janově bratrovi
- Artur – její syn, Janův synovec
- král Filip – francouzský král
- princ Ludvík – jeho syn

## Obsah
Anglický král Richard I. je zabit. V poslední Richardově vůli stojí, že jeho bratr Jan se má stát jeho nástupcem na anglickém trůnu. Vdova po jeho druhém bratrovi Konstancie věc vidí tak, že by se novým králem měl stát její dospívající syn Artur. Konstancie apeluje na krále Francie Filipa, aby jí pomohl zbavit se Jana a dostat Artura na trůn.
Francouzský princ Ludvík si bere Blanku, neteř krále Jana. Králové souhlasí a je uspořádána svatba, věno zahrnuje některé odlehlé britské ostrovy a mír mezi králem Janem a Filipem. Aby byl uspokojen Artur a především jeho matka Konstancie, král Jan jmenuje Artura vévodou a hrabětem z Richmondu. Konstancie neoceňuje žádný z těchto titulů, jelikož chce za každou cenu Artura králem.
Ve svatební den kardinál Pandulph (papežský legát) oznamuje králi Janovi papežskou prosbu o jmenování arcibiskupa z Cantebury, kterého papež vybral. Král Jan nesouhlasí a nadále neposlouchá papeže. Výsledkem je exkomunikace krále Jana. Ze strachu před papežem král Filip ruší svůj mír s Janem a válka vypuká znovu. Král Jan zajme Artura a posílá ho do Anglie s rozkazem ho popravit, doufaje tak v právoplatnost svého královského titulu.

Smrt krále Jana, 1865

Hubert pověřený Janem zabitím Artura se pokouší chlapci vypálit oči, ale nemůže (nevysvětlitelná změna plánu od původní vraždy). Králi oznamuje, že Artur je mrtvý. Angličtí lordi odsuzují tento akt a snaží se získat pomoc prince Ludvíka proti králi. Ze smutku z unesení a smrti syna umírá Konstancie. Královna matka Eleonora také umírá. Hubert poté oznamuje Janovi, že Artur je živý, aby ho obveselil, ale neví, že Artur skočil z hradeb a zabil se. Král Jan se kaje Pandulphovi a usmiřuje se s církví. Následuje válka na anglické půdě, kterou vede nemanželský syn Richarda I., zatímco Jan onemocněl a je neschopný rozhodovat.
Král Jan je otráven mnichem. Syn krále Jana Jindřich se objevuje na scéně (čtvrté nárokování titulu krále) právě ve chvíli smrti svého otce. Pandulph přesvědčí Francouze, aby ukončili válku a vrátili se do Francie. Jindřich je korunován novým králem.
Časový interval je od roku 1210 do roku 1216 n. l.

## O díle
Shakespeare se v tomto díle zabývá vládou krále Jana Anglického, který vládl v letech 1199–1216. Shakespearovo dílo má blízký vztah k předchozí hře „Problematická vláda krále Jana“ a někdy se uvádí i to, že Král Jan je pouze rekonstruovanou verzí předchozí hry (například E. A. J. Honigmann, Peter Alexander).
Roku 1598 byla hra již napsána, jelikož se o tom zmiňuje Francis Meres v seznamu Shakespearových her pro tento rok. Dřívější představení nejsou zaznamenána.
Ve viktoriánské Anglii byla hra velice oblíbená. Do dnešních dob ztratila na popularitě a je asi nejméně známou Shakespearovou historickou hrou a hraje se jen zřídka.
Považuje se za zvláštní, že v díle není zmíněna Janem podepsaná Magna charta, jelikož je to nejznámější Janův čin. V Shakespearových časech však byla považována za “hanebný pokus oslabit centrální moc”. Shakespeare si nemyslel, že Magna Charta je v tomto příběhu relevantní . Přesto se ve viktoriánské době začleňoval velkolepý podpis smlouvy Magna Charta do střední části hry.

## Filmové adaptace
- 1984 The Life and Death of King John. Anglický TV film. Hrají: Claire Bloom, Charles Kay, George Costigan, John Thaw